# Gnamptogyia tana
Gnamptogyia tana är en fjärilsart som beskrevs av Embrik Strand 1922. Gnamptogyia tana ingår i släktet Gnamptogyia och familjen nattflyn. Inga underarter finns listade i Catalogue of Life.